# Tobias Chilla
Tobias Chilla (* 1973) ist ein deutscher Geograph und Hochschullehrer an der Friedrich-Alexander-Universität Erlangen-Nürnberg.

## Leben und Wirken
Chilla studierte Geographie, Jura und Städtebau von 1994–2000 an den Universitäten Köln und Bonn. Nach seinem Studium arbeitete er als wissenschaftlicher Mitarbeiter an der Universität Köln und promovierte 2004 über Natur-Elemente in der Stadtgestaltung am Beispiel von Fassadenbegrünung. Nach Post-Doc-Stationen an den Universitäten Köln, Bamberg und Luxemburg wurde er 2012 an der Universität des Saarlandes habilitiert mit einer Arbeit über die räumlichen Auswirkungen der europäischen Integration in konzeptioneller Hinsicht (Punkt, Linie, Fläche – territorialisierte Europäisierung). Seit März 2012 ist er Professor für Geographie mit dem Schwerpunkt Regionalentwicklung an der Friedrich-Alexander-Universität Erlangen-Nürnberg.

## Forschungsschwerpunkte
Der Forschungsschwerpunkt der Regionalentwicklung zielt vor allem auf zwei Aspekte ab:
Zum einen steht die europäische Dimension der Regionalentwicklung im Mittelpunkt. Auf dem Gebiet der Regional-, Verkehrs- und Umweltpolitik sind die europäischen Einflüsse oft besonders sichtbar. Auch in der grenzüberschreitenden Integration spielen europäische Aspekte eine sehr starke Rolle. Eng hiermit verbunden sind die Debatten um territoriale Kohäsion und europäische Planungsperspektiven. In der Analyse von Prozessen der Europäisierung werden Ansätze der Regionalentwicklung verknüpft mit Konzepten der politischen Geographie, der Politikwissenschaften sowie der Sozialgeographie.
Zum Zweiten stehen angewandte Fragen der Regionalentwicklung im Fokus, insbesondere im Hinblick auf Metropolisierung, Wirtschaftsentwicklung und demographischen Wandel. Diese Fragen werden vor allem auch im regionalen Umfeld der Universität Erlangen verfolgt. Die grenzüberschreitende Integration zwischen Bayern und Tschechien spielt hierbei eine große Rolle. Chilla arbeitete in diesem Zusammenhang beim Entwicklungsgutachten für den bayerisch-tschechischen Grenzraum im Auftrag des bayerischen Heimatministeriums mit.

## Werke (Auswahl)
- Chilla, Tobias; Olaf Kühne; Markus Neufeld (2016): Regionalentwicklung. UTB, Stuttgart.
- Allmendinger, Phil;  Chilla, Tobias; Sielker, Franziska (2014): Europeanizing territoriality – towards soft spaces? Environment and Planning A 46 (11): 2703–2717.
- Chilla, Tobias (2013): Punkt, Linie, Fläche – territorialisierte Europäisierung. Études Luxembourgoises, Frankfurt/Brüssel. Habilitationsschrift.
- Chilla, Tobias (2004): Natur-Elemente in der Stadtgestaltung. Diskurs, Institutionalisierung und Umsetzungspraxis am Beispiel Fassadenbegrünung. Kölner Geographische Arbeiten. Dissertation.